# Lee Chong Wei
Lee Chong Wei, né le 21 octobre 1982 à Bagan Serai (en) en Malaisie, est un joueur de badminton malaisien. Professionnel de 2002 à 2019, il détient le record du nombre de semaines en tête d'un classement mondial de badminton, ayant réalisé cette performance en simple hommes pendant 349 semaines (plus de 6 ans). Ses accomplissements lui ont valu d'être élevé au titre honorifique de Datuk dans son pays, où le badminton est sport national.

## Carrière

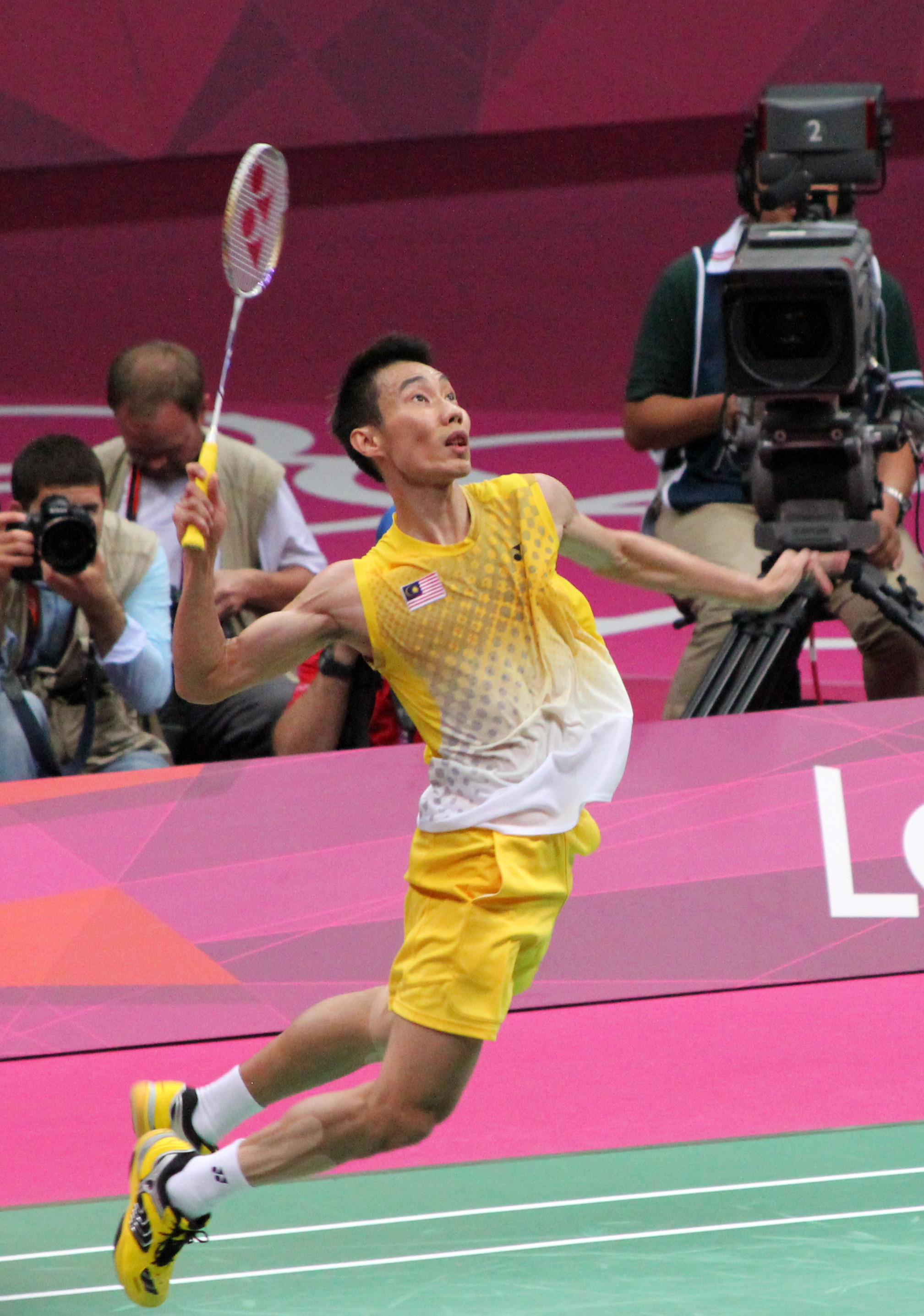
Saut de préparation de smash, pendant la finale des Jeux olympiques d'été de 2012.

Numéro un mondial pendant 349 semaines (soit plus de 6 ans), et de manière ininterrompue pendant 199 semaines (soit presque 4 ans), du 21 août 2008 au 14 juin 2012, sa carrière est remarquable pour son exceptionnelle régularité. Joueur tenace, rapide et très endurant, sa maîtrise technique est irréprochable et sa précision redoutable. Son smash est un des plus rapides : en 2017, il a réalisé l'un des smashs les plus rapides enregistré avec la technique du Hawk-Eye, à 417 km/h.

### Dopage
Il perd sa couronne fin 2014, alors qu'il est suspendu provisoirement pour dopage à la suite d'un contrôle antidopage positif réalisé le 30 août 2014 à l'occasion des championnats du monde. Les tests mettent en évidence la présence d'un produit anti-inflammatoire- Dexamethasone - interdit dans les compétitions sportives. Il est alors suspendu à titre provisoire par la fédération Internationale en attendant les résultats de l'enquête . 
Quelques semaines après, le ministre de la jeunesse et des sports malaisien, déclare que le joueur a été soigné pour une blessure au genou peu avant cette compétition, ce qui expliquerait les traces de ce médicament pendant la compétition .
La commission antidopage de la BWF se réunit le 25 avril 2015, et décide la suspension rétroactive d'une durée de 8 mois, ce qui permet au joueur de reprendre la compétition dès le week-end suivant. Lee Chong Wei encourait jusqu'à 2 ans de suspension ce qui l'aurait empêché d'espérer participer aux Jeux Olympiques 2016. La commission a estimé avoir la certitude suffisante pour affirmer que le joueur n'avait pas agi intentionnellement dans le but d'améliorer ses performances sportives, mais qu'il avait fait preuve de négligence en acceptant de consommer des gélules de Cordyceps fournies par une personne dont le nom n'a pas été officiellement dévoilé. Les capsules de ces gélules, contenant un produit naturel que le joueur consommait depuis 7 ans, auraient été contaminées accidentellement par le revendeur. Le joueur avait bien reçu une dose de Dexamethasone pendant une opération chirurgicale subie le 17 juillet, un mois avant la compétition, mais qui n'expliquerait pas la présence de ce produit dans le corps de l'athlète le 30 juillet.

### Jeux Olympiques
En 2008, il a remporté la médaille d'argent aux Jeux olympiques d'été de Pékin en simple hommes en s'inclinant face à Lin Dan (21-12, 21-8). Il s'est incliné de nouveau face à lui en finale des Jeux olympiques d'été de Londres (15-21, 21-10, 21-19).

#### Rio 2016
En 2015, après avoir purgé 8 mois de suspension (voir ci-dessus), il reprend la route vers son objectif ultime : les jeux olympiques de Rio prévus plus d'un an plus tard.
Descendu jusqu'à la 180e place mondiale le 18 juin, il s'engage dans des tournois loin des terres habituelles du badminton afin de récupérer rapidement des points. C'est ainsi qu'il remporte l'Open des États-Unis puis celui du Canada, évitant les joueurs du top 10 mondial. Il s'engage ensuite dans des tournois plus cotés, et loin des premières places mondiales, il doit parfois passer par le stade des qualifications comme à l'Open du Japon, où il perdra au deuxième tour face à Lin Dan son rival historique.
Hormis sa finale face à Chen Long aux Championnats du monde en août, il alterne les contre-performances jusqu'en octobre et sa victoire à l'Open de France au cours duquel il bat deux joueurs de référence, Viktor Axelsen, puis Chou Tien-chen en finale. En novembre 2015, il remporte l'Open de Chine face au numéro 1 mondial Chen Long, et après sa victoire à l'open de Hong Kong, il revient sur le podium mondial. En 2016, après sa victoire aux Open Super Series de Malaisie et d'Indonésie, il se hisse à nouveau en tête du classement mondial le 9 juin 2016 et redevient un des principaux prétendants au titre olympique.
Lors de la compétition, il bat Lin Dan dans une demi-finale très accrochée (15-21, 21-11, 22-20). En finale, il s'incline une troisième fois de suite, cette fois-ci face à un autre Chinois, Chen Long (21-18, 21-18).

### Championnats du monde
Il a été 4 fois finaliste des championnats du monde, perdant deux fois face à Lin Dan (en 2011 et 2013) puis deux fois face à Chen Long (en 2014 et en 2015).

### Autres compétitions
Il a remporté trois World Series Masters Finals en simple messieurs. Il a également remporté chaque année l'Open de Malaisie de 2004 à 2014 (sauf en 2007).

### Retraite sportive
Atteint d'un cancer du nez depuis le mois de juillet 2018, Lee Chong Wei annonce qu'il met fin à sa carrière le jeudi 13 juin 2019.

## Vie privée
La famille de Lee Chong Wei est d'origine chinoise. Depuis le 9 novembre 2012, il est marié à Wong Mew Choo (en) ancienne joueuse professionnelle de badminton malaisienne. Ils ont eu ensemble deux enfants, Kingston, né le 12 avril 2013 et Terrance, né le 9 juillet 2015.

## Palmarès
| Résultat  | Année | Tournoi                         | Adversaire en finale     | Score                     |
| --------- | ----- | ------------------------------- | ------------------------ | ------------------------- |
| vainqueur | 2017  | Open de Hong-Kong               | Chen Long                | 21–14, 21–19              |
| finaliste | 2017  | Open du Japon                   | Viktor Axelsen           | 14-21 ,21–19, 14–21       |
| finaliste | 2017  | Open de Malaisie                | Lin Dan                  | 19–21, 14–21              |
| vainqueur | 2017  | Open d'Angleterre               | Shi Yuqi                 | 21–12, 21–10              |
| vainqueur | 2016  | Open du Japon                   | Jan Ø. Jørgensen         | 21–18, 15-21, 21–16       |
| finaliste | 2016  | Jeux olympiques                 | Chen Long                | 18–21, 18–21              |
| vainqueur | 2016  | Open d'Indonésie                | Jan Ø. Jørgensen         | 21-17, 19-21, 17-21       |
| vainqueur | 2016  | Open de Malaisie                | Chen Long                | 21–13, 21–8               |
| vainqueur | 2015  | Open de Hong Kong               | Tian Houwei              | 21–16, 21–15              |
| vainqueur | 2015  | Open de Chine                   | Chen Long                | 21–15, 21–11              |
| vainqueur | 2015  | Open de France                  | Chou Tien-chen           | 21–13, 21–18              |
| finaliste | 2015  | Championnats du monde           | Chen Long                | 14-21, 17–21              |
| vainqueur | 2015  | Open du Canada                  | Ng Ka Long Angus         | 21-17, 21–13              |
| vainqueur | 2015  | Open des États-Unis             | Hans-Kristian Vittinghus | 22-20, 21–12              |
| finaliste | 2014  | Championnats du monde           | Chen Long                | 19-21, 19–21              |
| vainqueur | 2014  | Open du Japon                   | Hu Yun                   | 21–14, 21–12              |
| finaliste | 2014  | Open de Singapour               | Simon Santoso            | 15–21, 10–21              |
| vainqueur | 2014  | Open d'Inde                     | Chen Long                | 21–13, 21–17              |
| vainqueur | 2014  | Open d'Angleterre               | Chen Long                | 21–13, 21–18              |
| vainqueur | 2014  | Open de Malaisie                | Tommy Sugiarto           | 21–19, 21–9               |
| finaliste | 2014  | Open de Corée du Sud            | Chen Long                | 14–21, 15–21              |
| vainqueur | 2013  | Open de Hong Kong               | Sony Dwi Kuncoro         | 21–13, 21–9               |
| finaliste | 2013  | Open du Danemark                | Chen Long                | 22–24, 19–21              |
| vainqueur | 2013  | Open du Japon                   | Kenichi Tago             | 23–21, 21–17              |
| finaliste | 2013  | Championnats du monde           | Lin Dan                  | 21–16, 13–21, 17–20 (ab.) |
| vainqueur | 2013  | Open d'Indonésie                | Marc Zwiebler            | 21–15, 21–14              |
| vainqueur | 2013  | Open d'Inde                     | Kenichi Tago             | 21–15, 18–21, 21–17       |
| finaliste | 2013  | Open d'Angleterre               | Chen Long                | 17–21, 18–21              |
| vainqueur | 2013  | Open de Malaisie                | Sony Dwi Kuncoro         | 21–7, 21–8                |
| vainqueur | 2013  | Open de Corée du Sud            | Du Pengyu                | 21–12, 21–15              |
| finaliste | 2012  | Open de Hong Kong               | Chen Long                | 19–21, 17–21              |
| vainqueur | 2012  | Open du Danemark                | Du Pengyu                | 15–21, 21–12, 21–19       |
| vainqueur | 2012  | Open du Japon                   | Boonsak Ponsana          | 21–18, 21–18              |
| finaliste | 2012  | Jeux olympiques                 | Lin Dan                  | 21–15, 10–21, 19–21       |
| vainqueur | 2012  | Grand prix gold de Malaisie     | Sony Dwi Kuncoro         | 17–21, 21–8, 21–10        |
| finaliste | 2012  | Open d'Inde                     | Son Wan-ho               | 18–21, 21–14, 19–21       |
| finaliste | 2012  | Open d'Angleterre               | Lin Dan                  | 19–21, 2–6 (ab.)          |
| vainqueur | 2012  | Open de Malaisie                | Kenichi Tago             | 21–6, 21–13               |
| vainqueur | 2012  | Open de Corée du Sud            | Lin Dan                  | 12–21, 21–18, 21–14       |
| vainqueur | 2011  | Open de France                  | Kenichi Tago             | 21–16, 21–11              |
| finaliste | 2011  | Open du Danemark                | Chen Long                | 15–21, 18–21              |
| finaliste | 2011  | Open du Japon                   | Chen Long                | 8–21, 21–10, 19–21        |
| finaliste | 2011  | Championnats du monde           | Lin Dan                  | 22–20, 14–21, 21–23       |
| vainqueur | 2011  | Open d'Indonésie                | Peter Gade               | 21–11, 21–7               |
| vainqueur | 2011  | Grand prix gold de Malaisie     | Bao Chunlai              | 21–9, 21–19               |
| vainqueur | 2011  | Open d'Inde                     | Peter Gade               | 21–12, 12–21, 21–15       |
| vainqueur | 2011  | Open d'Angleterre               | Lin Dan                  | 21–17, 21–17              |
| finaliste | 2011  | Open de Corée du Sud            | Lin Dan                  | 19–21, 21–14, 16–21       |
| vainqueur | 2011  | Open de Malaisie                | Taufik Hidayat           | 21–8, 21–17               |
| vainqueur | 2010  | Finale des Masters              | Peter Gade               | 21–9, 21–14               |
| vainqueur | 2010  | Open de Hong Kong               | Taufik Hidayat           | 21–19, 21–9               |
| finaliste | 2010  | Jeux asiatiques                 | Lin Dan                  | 13–21, 21–15, 10–21       |
| vainqueur | 2010  | Jeux du Commonwealth            | Rajiv Ouseph             | 21–10, 21–8               |
| vainqueur | 2010  | Open du Japon                   | Lin Dan                  | 22–20, 16–21, 21–17       |
| vainqueur | 2010  | Open de Macao                   | Lee Hyun-il              | No match                  |
| vainqueur | 2010  | Grand prix gold de Malaisie     | Wong Choong Hann         | 21–8, 14–21, 21–15        |
| vainqueur | 2010  | Open d'Indonésie                | Taufik Hidayat           | 21–19, 21–8               |
| vainqueur | 2010  | Open d'Angleterre               | Kenichi Tago             | 21–19, 21–19              |
| vainqueur | 2010  | Open de Malaisie                | Boonsak Ponsana          | 21–13, 21–7               |
| vainqueur | 2010  | Open de Corée du Sud            | Peter Gade               | 21–12, 21–11              |
| vainqueur | 2009  | Finale des Masters              | Park Sung-hwan           | 21–17, 21–17              |
| vainqueur | 2009  | Open de Hong Kong               | Peter Gade               | 21–13, 13–21, 21–16       |
| vainqueur | 2009  | Open de Macao                   | Wong Choong Hann         | 21–15, 21–19              |
| vainqueur | 2009  | Grand prix gold de Malaisie     | Chen Long                | 21–16, 21–9               |
| vainqueur | 2009  | Open d'Indonésie                | Taufik Hidayat           | 21–9, 21–14               |
| vainqueur | 2009  | Open de Suisse                  | Lin Dan                  | 21–16, 21–16              |
| finaliste | 2009  | Open d'Angleterre               | Lin Dan                  | 19–21, 12–21              |
| finaliste | 2009  | Open de Corée du Sud            | Peter Gade               | 18–21, 21–10, 17–21       |
| vainqueur | 2009  | Open de Malaisie                | Park Sung-hwan           | 21–14, 21–13              |
| vainqueur | 2008  | Finale des Masters              | Peter Gade               | 21–8, 21–16               |
| finaliste | 2008  | Open de Chine                   | Lin Dan                  | 18–21, 9–21               |
| finaliste | 2008  | Open de Macao                   | Taufik Hidayat           | 19–21, 15–21              |
| finaliste | 2008  | Open du Japon                   | Sony Dwi Kuncoro         | 17–21, 11–21              |
| finaliste | 2008  | Jeux olympiques                 | Lin Dan                  | 12–21, 8–21               |
| vainqueur | 2008  | Open de Singapour               | Simon Santoso            | 21–13, 21–5               |
| finaliste | 2008  | Open de Suisse                  | Lin Dan                  | 13–21, 18–21              |
| vainqueur | 2008  | Open de Malaisie                | Lee Hyun-il              | 21–15, 11–21, 21–17       |
| finaliste | 2007  | Open de Hong Kong               | Lin Dan                  | 21–9, 15–21, 15–21        |
| finaliste | 2007  | Open de Chine                   | Bao Chunlai              | 12–21, 13–21              |
| vainqueur | 2007  | Open de France                  | Bao Chunlai              | 21–11, 21–14              |
| vainqueur | 2007  | Open du Japon                   | Taufik Hidayat           | 22–20, 19–21, 21–19       |
| vainqueur | 2007  | Grand prix gold des Philippines | Chen Hong                | 21–9, 21–15               |
| vainqueur | 2007  | Open d'Indonésie                | Bao Chunlai              | 21–15, 21–16              |
| finaliste | 2006  | Open de Hong Kong               | Lin Dan                  | 19–21, 21–8, 16–21        |
| finaliste | 2006  | Open de Macao                   | Lin Dan                  | 18–21, 21–18, 18–21       |
| finaliste | 2006  | Open de Taipei                  | Lin Dan                  | 18–21, 21–12, 11–21       |
| vainqueur | 2006  | Open de Malaisie                | Lin Dan                  | 21–18, 18–21, 23–21       |
| vainqueur | 2006  | Championnats d'Asie             | Boonsak Ponsana          | 21–12, 21–16              |
| vainqueur | 2006  | Jeux du Commonwealth            | Wong Choong Hann         | 21–13, 21–12              |
| vainqueur | 2006  | Open de Suisse                  | Xia Xuanze               | 15–8, 15–0                |
| vainqueur | 2005  | Open du Danemark                | Muhammad Hafiz Hashim    | 17–14, 15–8               |
| vainqueur | 2005  | Open de Malaisie                | Lin Dan                  | 17–15, 9–15, 15–9         |
| vainqueur | 2004  | Open de Taipei                  | Kuan Beng Hong           | 15–4, 15–10               |
| finaliste | 2004  | Open de Singapour               | Kenneth Jonassen         | 15–17, 4–15               |
| vainqueur | 2004  | Open de Malaisie                | Park Sung-hwan           | 15–13, 15–12              |
| vainqueur | 2003  | Malaysia Satellite              | Kuan Beng Hong           | 15–7, 15–9                |
| finaliste | 2003  | Asian Satellite                 | Yeoh Kay Bin             | 5–15, 13–15               |
| finaliste | 2003  | Open de Malaisie                | Chen Hong                | 9–15, 5–15                |

 tournoi BWF Super Series
 tournoi BWF Grand Prix et Grand Prix Gold